# Cortaillod
Cortaillod es una comuna suiza del cantón de Neuchâtel, situada en el distrito de Boudry, a orillas del lago de Neuchâtel. Limita al norte con la comuna de Boudry, y al oeste con Bevaix.
Restos arqueológicos encontrados en las proximidades de la localidad que datan del neolítico y Edad del Bronce han dado lugar a la llamada cultura de Cortaillod. La uva Pinot Noir de esta región es comúnmente embotellada bajo la etiqueta Cortaillod.

## Ciudades hermanadas
- Maienfeld.